# Собоцисько
Собоцисько (пол. Sobocisko) — село в Польщі, у гміні Олава Олавського повіту Нижньосілезького воєводства.
Населення — 473 особи (2011).
У 1975-1998 роках село належало до Вроцлавського воєводства.

## Демографія
Демографічна структура станом на 31 березня 2011 року:
|          | Загалом | Допрацездатний вік | Працездатний вік | Постпрацездатний вік |
| -------- | ------- | ------------------ | ---------------- | -------------------- |
| Чоловіки | 247     | 48                 | 174              | 25                   |
| Жінки    | 226     | 37                 | 142              | 47                   |
| Разом    | 473     | 85                 | 316              | 72                   |